# Europameisterschaften 1904
Als Europameisterschaft 1904 oder EM 1904 bezeichnet man folgende Europameisterschaften, die im Jahr 1904 stattfanden:
- Eiskunstlauf-Europameisterschaft 1904
- Inoffizielle Ringer-Europameisterschaften 1904
- Ruder-Europameisterschaften 1904